# .sx
.sx — національний домен верхнього рівня Сінт-Мартен (Нідерландські Антильські острови). Затверджено 15 грудня 2010. Це рішення прийняли відразу після розпуску автономії Нідерландські Антильські острови і присвоєння 10 жовтня 2010 року Сінт-Мартен нового статусу самоврядної держави у складі Королівства Нідерландів.
Схожість домену .SX зі словом «sex» зробила маленьку острівну державу помітним інформаційним явищем в інтернет-спільноті.